# أيمن علي
أيمن أحمد علي (1966 دمياط - ) رجل أعمال مصري مقيم في النمسا يشغل منصب الأمين العام لاتحاد المنظمات الإسلامية في أوروبا. ممثل المصريين في الخارج باللجنة التأسيسية للدستور المصري، ومستشار الرئيس محمد مرسي لشئون المصريين في الخارج. المؤهل: بكالوريوس من كلية الطب جامعة القاهرة سنة 1991 وتفرغ للعمل العام فلم يمارس الطب إلا في سنواته الأولى.